# Vitamina C

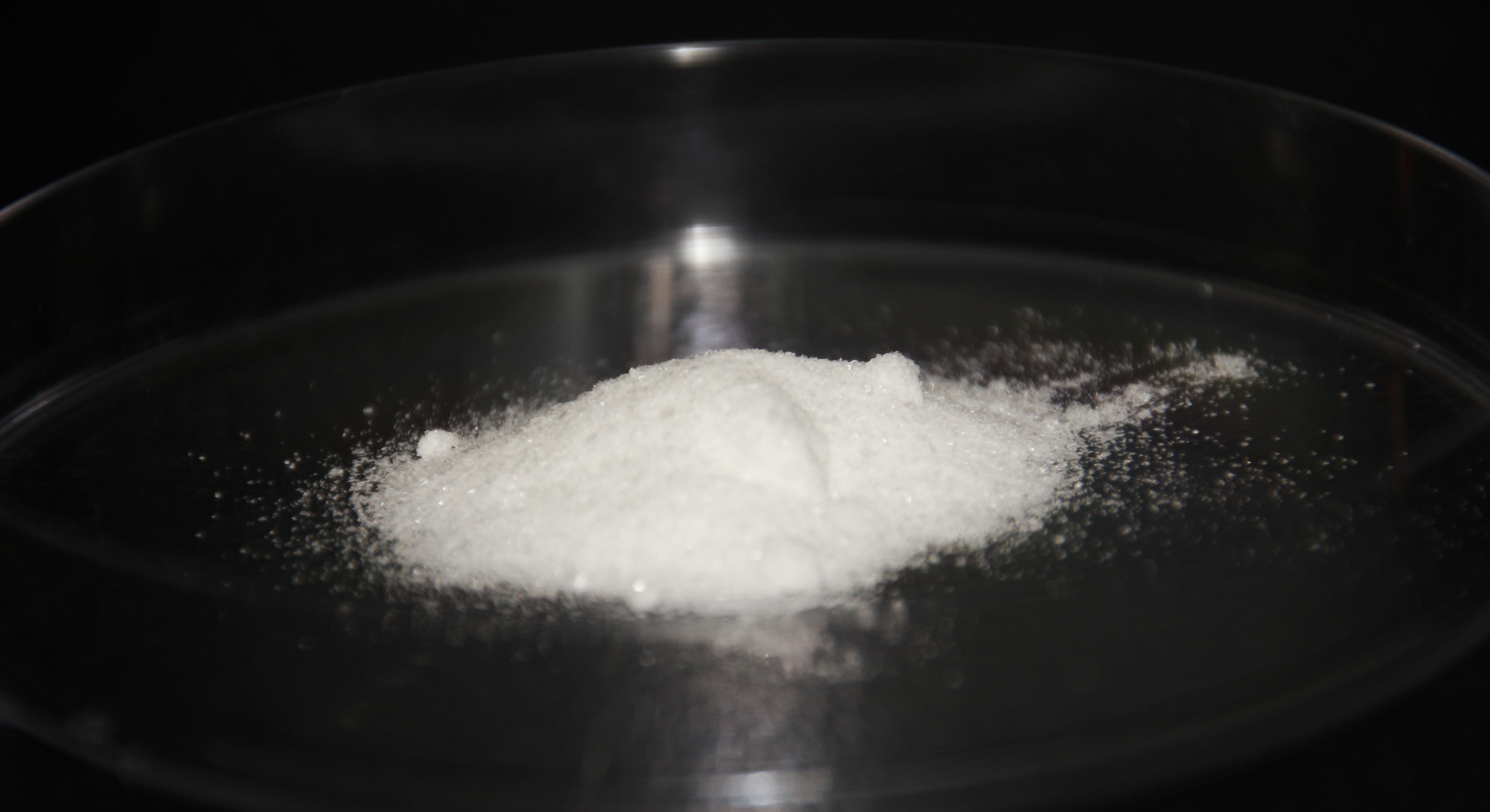
Vitamina C em pó.

A vitamina C, também conhecida como ácido ascórbico e ascorbato, é uma vitamina encontrada em vários alimentos e vendida como suplemento dietético. É usada para prevenir e tratar o escorbuto. A vitamina C é um nutriente essencial para o reparo de tecidos e a produção enzimática de certos neurotransmissores. É necessária para o funcionamento de várias enzimas e é importante para o funcionamento do sistema imunológico. Também funciona como um antioxidante.
Algumas evidências sugerem que o uso regular de suplementos pode reduzir a duração do resfriado comum, mas não evitar a infecção. É incerto se o uso de suplementos afeta o risco de câncer, doenças cardiovasculares ou demência. Pode ser tomada por via oral ou por injeção.
A vitamina C geralmente é bem tolerada. Grandes doses podem causar desconforto gastrointestinal, cefaleia, dificuldades para dormir e rubor da pele. Doses normais são seguras durante a gravidez. O Instituto de Medicina dos Estados Unidos não recomenda doses elevadas.
A vitamina C foi descoberta em 1912, isolada em 1928 e, foi a primeira vitamina a ser produzida quimicamente em 1933. Está na Lista de Medicamentos Essenciais da Organização Mundial de Saúde. A vitamina C está disponível como um medicamento genérico acessível e de venda livre. Em parte por sua descoberta, Albert Szent-Györgyi e Walter Norman Haworth receberam os Prêmios Nobel de Fisiologia e Medicina e Química de 1937, respectivamente. Os alimentos que contêm vitamina C incluem frutas cítricas, kiwi, goiaba, brócolis, couve de Bruxelas, pimentão e morango. O armazenamento ou cozimento prolongado pode reduzir o teor de vitamina C dos alimentos.

## Definição
A vitamina C é um nutriente essencial para certos animais, incluindo humanos. O termo vitamina C engloba diversos vitâmeros que têm atividade de vitamina C em animais. Sais de ascorbato, como o ascorbato de sódio e o ascorbato de cálcio, são usados em alguns suplementos dietéticos. Esses liberam ascorbato após a digestão. O ascorbato e o ácido ascórbico estão naturalmente presentes no corpo, pois as formas se convertem de acordo com o pH.
A vitamina C atua como cofator em muitas reações enzimáticas em animais (incluindo humanos) que mediam uma variedade de funções biológicas essenciais, incluindo cicatrização de feridas e síntese de colágeno. Em humanos, a deficiência de vitamina C leva à síntese deficiente de colágeno, contribuindo para os sintomas mais graves do escorbuto. Outro papel bioquímico da vitamina C é atuar como antioxidante (um agente redutor) doando elétrons para várias reações enzimáticas e não enzimáticas. Ao fazer isso, a vitamina C é convertida para um estado oxidado - seja como ácido semideidroascórbico ou ácido desidroascórbico. Esses compostos podem ser restaurados a um estado reduzido por mecanismos enzimáticos dependentes de glutationa e NADPH.
Nas plantas, a vitamina C é um substrato para a ascorbato peroxidase. Esta enzima utiliza o ascorbato para neutralizar o excesso de peróxido de hidrogênio (H2O2) convertendo-o em água (H2O) e oxigênio.